# Ландграфство Хесен
Ландграфство Хесен (на немски: Landgrafschaft Hessen) е княжество на Свещената Римска империя в северната и средната историческа област на днешен Хесен.
Резиденцията на ландграфовете първо е в Марбург и Гуденсберг, от 1277 г. е в Касел. Управлявано е от Дом Хесен.
През 1567 г. се разделя между синовете на ландграф Филип I на ландграфствата Хесен-Касел и Хесен-Дармщат (което става по-късно Велико херцогство Хесен‎).

## Владетели
- 1247 – 1308 Хайнрих I (* 24 юни 1244; † 21 декември 1308)
- 1308 – 1311 Йохан I, от Долна Саксония († 1311)
- 1308 – 1328 Ото I, от Горен Хесен от 1308, от Горна- и Долна Саксония от 1311 (* 1272; † 1328)
- 1328 – 1376 Хайнрих II (* пр. 1302; † 3 юни 1376)
- 1376 – 1413 Херман II (* 1341; † 10 юни 1413)
- 1413 – 1458 Лудвиг I (* 6 февруари 1402; † 17 януари 1458)
- 1458 – 1471 Лудвиг II, от Долен Хесен (* 7 септември 1438; † 8 ноември 1471)
- 1458 – 1483 Хайнрих III, от Горен Хесен (* 15 октомври 1440 или 1441; † 13 януари 1483)
- 1471 – 1493 Вилхелм I, от Долен Хесен (* 4 юли 1466; † 8 февруари 1515)
- 1493 – 1509 Вилхелм II, от Горен Хесен ab 1493, от Горен- и Долен Хесен от 1500 (* 29 март 1469; † 11 юли 1509)
- 1483 – 1500 Вилхелм III, от Горен Хесен (* 8 септември 1471; † 17 февруари 1500)
- 1509 – 1567 Филип I (* 13 ноември 1504; † 31 март 1567)